# Richard Rich, I barón Rich

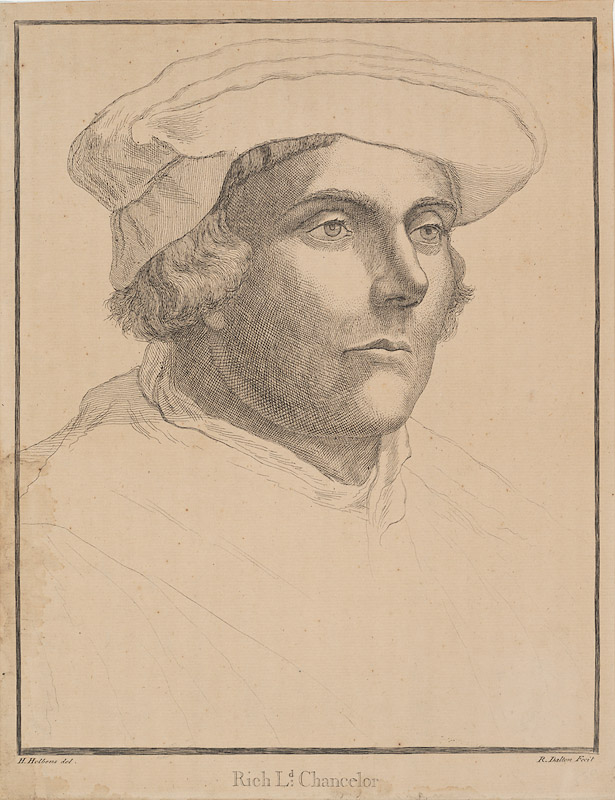
Modificación de un retrato hecho por Hans Holbein el Joven.

Richard Rich, I barón Rich (1496/7 – 12 de junio de 1567), fue lord canciller durante el reinado de Eduardo VI de Inglaterra desde 1547 hasta enero de 1552. Fundó en 1564 el Felsted School con sus casas de caridad en Essex.

## Juventud y educación
Fue el segundo hijo de Richard Rich de Hampshire y Joan Dingley. Nació en la parroquia de St. Lawrence Jewry en Londres. Se le describe con unos 54 años en 1551, lo que indica que nació alrededor de 1497. Más allá de eso, poco se sabe de sus primeros años.
Pudo haber estudiado en Cambridge antes de 1516.  En 1516 entró en el Middle Temple como abogado y en algún momento entre 1520 y 1525 era lector (barrister sénior) en el The New Inn. En 1528 sabemos que buscaba un patrón y escribió al cardenal Wolsey. En 1529, Thomas Audley (canciller de Lancaster) lo ayudó a ser elegido diputado. La carrera de Audley avanzó de manera importante en la década de 1530, lo cual también hizo ascender a Rich a través de una serie de puestos legales, antes de convertirse en alguien verdaderamente importante a mediados de los años 1530.

## Carrera
En 1533 fue nombrado caballero y se convirtió en fiscal general, cargo desde el que actuó bajo la tutela de Thomas Cromwell como un "martillo menor" en la disolución de los monasterios y para asegurar el funcionamiento de la Acta de Supremacía de Enrique VIII. Tuvo una participación importante en los juicios de Tomás Moro y del obispo John Fisher, que contribuyeron a condenar a muerte a ambos. En ambos casos sus testimonios contra los acusados incluyeron afirmaciones realizadas en conversaciones privadas y, especialmente, en el caso de Moro se les dio a las palabras una interpretación equívoca que claramente fue intencionada. Moro expresó su opinión sobre el testimonio de Rich en el tribunal con una sinceridad que bien podría haber consternado a Rich. Rich también jugaría un papel importante en la caída de Cromwell, a quien despreciaba, utilizando métodos igualmente dudosos.
Como procurador del rey, Rich viajó al castillo de Kimbolton en enero de 1536 para hacer inventario de los bienes de Catalina de Aragón y asesoró a Enrique VIII adecuadamente sobre la forma en que podría obtener las posesiones de su primera esposa.

### Canciller
Rich se convirtió en canciller del Tribunal de Aumentos (19 de abril de 1536), establecido para la apropiación de las rentas monásticas. Su propia parte del botín, adquirida ya sea por donación o compra, incluyó el Priorato de Leez (Leigh) y un centenar de casas solariegas en Essex. Rich también adquirió-y destruyó- bienes inmuebles y participaciones del Priorato de San Bartolomé el Grande en Smithfield. Construyó la casa del guarda de estilo Tudor que aún sobrevive en Londres como la parte superior de la Puerta de Smithfield. Presidente de la Cámara de los Comunes el mismo año, abogó por la política del rey. A pesar de la participación que había tomado en la supresión de los monasterios y del papel que debía desempeñar en el reinado de Eduardo VI, sus convicciones religiosas se mantuvieron católicas. Su testimonio ayudó a la condena de Tomás Moro. Rich también participó en la única tortura de una dama en la Torre de Londres que se recuerda, Anne Askew, quien más tarde afirmó que el canciller Wriothesley y Rich la habían atado al soporte para torturarla con sus propias manos.

### Barón Rich de Leez
Rich fue ejecutor del testamento del rey Enrique VIII, como consecuencia de lo cual se convirtió en barón Rich de Leez el 26 de febrero de 1547. Al mes siguiente sucedió a Wriothesley como lord canciller. Apoyó al lord protector Somerset en sus reformas en los asuntos de la Iglesia de Inglaterra, en la persecución de su hermano Thomas Seymour, y en el resto de su política hasta la crisis de octubre de 1549, cuando desertó en Warwick. Presidió el juicio de Somerset el 1 de diciembre de 1551, y renunció a su cargo en enero de 1552.

## Persecución de obispos
Rich participó en la persecución de los obispos Stephen Gardiner y Edmund Bonner y tuvo un papel en el duro trato conferido a la futura María I de Inglaterra. Sin embargo, María, tras su ascensión al trono, no mostró mala voluntad hacia Rich. Lord Rich tomó parte activa en la restauración de la antigua religión en Essex durante el nuevo reinado y fue uno de los perseguidores más activos contra el anglicanismo. Sus reapariciones en el Consejo Privado son poco frecuentes durante el reinado de María, pero en tiempos de Isabel I se desempeñó en una comisión para investigar las concesiones de tierra hechas por María I. En 1566 fue solicitado para aconsejar sobre la cuestión del matrimonio de la reina. 
Murió en Rochford, Essex, el 12 de junio de 1567, y fue enterrado en la iglesia Felsted.
Durante el reinado de María fundó una capellanía, con la disposición para el canto de misas y cantos fúnebres y el repique de campanas en la iglesia de Felsted. A esto se agregó una asignación de arenques en Cuaresma para los habitantes de tres parroquias. Estas donaciones fueron trasladadas en 1564 a la fundación de la Escuela de Felsted para la instrucción en latín, griego y catecismo, sobre todo, de los niños nacidos en las casas solariegas del mayorazgo. El patronato de la escuela pertenceció a la familia del fundador hasta 1851. 
Su esposa Elizabeth Jenks, o Gynkes, tuvo quince hijos. El mayor Robert (1537? -1581), II barón Rich, apoyó la Reforma. Un nieto, Richard Rich, fue el primer marido de Catherine Knyvet (más tarde condesa de Suffolk) y otro nieto, Robert, el III barón Rich, fue creado conde de Warwick en 1618.

## En la cultura popular
- Es el principal villano en la obra de Robert Bolt y en la película de 1966 A Man for All Seasons, ganadora del Óscar. En esta última, fue interpretado por John Hurt.
- Fue interpretado por Jonathan Hackett en una película para televisión de 1988.
- Es un personaje secundario en las novelas policíacas de CJ Sansom Shardlake, que se establecen en el reinado de Enrique VIII. Rich es retratado como un villano cruel que se prepara para subvertir la justicia a fin de mejorar sus propiedades y posición. Tiene un papel importante en la trama de Sovereign, el tercer volumen de la serie, y en Heartstone, el quinto.
- También está representado en las temporadas dos, tres y cuatro de la serie Los Tudor por el actor Rod Hallett.
- El historiador lord Dacre lo describió como uno de esos hombres "de los cuales nadie ha dicho una palabra buena".[cita requerida]

- Datos: Q130101924